# Фінська електроенергетика на інших видах палива
Станом на початок 2016 року в Фінляндії працювало 19 електростанцій загальною потужністю 1157 МВт, основним паливом для яких є відходи (розглядаються об’єкти потужністю не менше ніж 10 МВт). Крім того, існує 5 станцій загальною потужністю 432 МВт, для яких відходи є одним з основних видів палива. В цілому  на електростанції, які повністю або значною мірою працюють на відходах, припадає 1589 МВт енергогенеруючих потужностей Фінляндії.

## Станції на відходах промислового виробництва

### Целюлозно-паперова та деревообробна галузі
Історично в Фінляндії набули розвитку галузі промисловості, пов’ язані з переробкою деревини, в першу чергу целюлозно-паперова. В 1997 році на лісову промисловість припадало 62% від загального споживання електроенергії промисловістю. Станом на 2014 рік цей показник дещо скоротився – до 48%, при цьому целюлозно-паперова галузь споживала 93% електроенергії, використаної лісовою промисловістю. Втім, варто враховувати що на це могло вплинути загальне зниження споживання паперу в світі через перехід до електронних версій книг.
Технологія целюлозного виробництва не лише потребує великої кількості енергії, але й одночасно створює умови для її виробництва. Після промивки целюлози отримують відпрацьований варильний розчин - чорний луг. Для вилучення з останнього цінних хімікатів відбувається його спалювання в котлах-утилізаторах. Оскільки у складі чорного лугу залишається лігнін, який є найбільш енергетично цінною частиною деревини, процес регенерації хімікатів одночасно забезпечує отримання енергії.
Враховуючи, що технологія галузі потребує великої кількості саме тепла, всі електростанції на її підприємствах є когенераційними, причому зазвичай потужність з виробництва тепла/пари значно перевищує електричну потужність.

#### Діючі об'єкти
Однією з перших була створена ТЕЦ на заводі в Uimaharju. Побудований у 1955 як деревообробний, у 1967 році він пройшов докорінну реконструкцію та був доповнений целюлозним виробництвом. Тоді ж у складі енергетичного господарства спорудили когенераційну станцію на чорному лузі. Вона виробляла майже виключно теплову енергію (електрична складала лише 11% від теплової), та обслуговувала тільки саме підприємство, розташоване в сільській місцевості. У 1992-1994 комбінат пройшов черговий етап модернізації, під час якого один з котлів-утилізаторів перетворили на такий, що працює за технологією бульбашкового киплячого шару та дозволяє спалювати біомасу (переважно кору) з деревообробного виробництва. Також до можливого палива додалась  відпрацьована картонна упаковка та шуга з водоочисних споруд. Втім, найбільш суттєвим результатом реконструкції стало спорудження нової турбіни, завдяки якій співвідношення електричної та теплової енергії у структурі виробництва ТЕЦ досягло 35%.
1979 року розпочала роботу ТЕЦ в місті Lappeenranta у складі комбінату Kaukas (целюлозний, паперовий, деревообробний та фанерний заводи). Спочатку паливом слугував чорний луг, проте після завершеної у 1996 реконструкції підприємство отримало можливість залучати як паливо значні об’єми біомаси. При цьому чорний луг залишається домінуючим в енергетичному господарстві – в наявності котел-утилізатор потужністю 384 МВт, працюючі на відходах деревини котел з бульбашковим киплячим шаром (109 МВт) та колосниковий котел (63 МВт), а також котел для утилізації залишкового тепла (76 МВт). Всього чорний луг забезпечує 2/3 енергетичних потреб, тоді як на біомасу і газ припадає по 16%. Втім, для виробництва електроенергії значення котла з БКШ (у структурі споживання якого понад 80% припадає на кору) більш суттєвє: він забезпечує 25 із 67 МВт електричної потужності ТЕЦ.
За подібною схемою розвивалось енергетичне господарство комбінату Varkaus (деревообробне, целюлозне та паперове виробництва). Спочатку паливом слугував майже виключно чорний луг, хоча вже з 1984р. існував і котел потужністю 20 МВт, призначений для спалювання відходів деревини. У 1990 тут ввели в експлуатацію потужний котел (150 МВт) на технології циркулюючого киплячого шару, який призначався передусім для використання кори та деревних відходів, але міг також спалювати торф (12% у 2003 році), вугілля та нафту. В 1995 році енергетичне господарство доповнили нестандартним об’єктом, призначеним для утилізації картонної упаковки, що містить алюмінієві компоненти. Задля отримання вторинного алюмінію упаковка спалювалась, дозволяючи таким чином одночасно отримати енергію з паперових та пластикових компонентів. Проте перші роки експлуатації виявили проблеми з обладнанням, внаслідок чого у 2001 році установку доповнили газифікатором, що виробляв із згаданої вторинної сировини горючий газ, достатній для роботи котла у 50 МВт.   
Аналогічним шляхом пішли й на целюлозному заводі у місті Sunila, доповнивши у 1995 році орієнтоване на чорний луг енергетичне господарство котлом для спалювання біопалива (кори). Як наслідок, станом на 2004 рік чорний луг та біомаса покривали 98% споживання енергії, залишаючи для природного газу вкрай обмежене використання у вапнякових печах та роль разпалювача для котлів.
Деякі підприємства лісової промисловості після модернізації на додаток до чорного лугу почали використовувати не лише біомасу (яка також є відходами їх виробництва), а й значні обсяги торфу. Так, в середині 90-х років на комбінаті компанії Stora Enso в Оулу встановили котел з БКШ тепловою потужністю 246 МВт, в структурі споживання якого за станом на 2003 рік 55% приходилось на торф. Втім, на цей об’єкт при сукупній вихідній електричній та тепловій потужності енергетичного господарства у 654 МВт припадала лише третина енергоспоживання. Схожою була ситуація на заводі тієї ж компанії у Veitsiluoto, де 1996 року встановили котел з БКШ, який використовує торф (46%), а також біомасу. 